# Exangerona
Exangerona là một chi bướm đêm thuộc họ Geometridae.